# Gil Bellows
Gil Bellows (Vancouver, 28 juni 1967) is een Canadees acteur.

## Korte biografie
Gil Bellows zat op de Magee Secondary School, samen met Carrie-Anne Moss. Hij besloot acteur te worden en ging naar Los Angeles, waar hij studeerde aan de American Academy of Dramatic Arts. Hij speelde zijn eerste rol in 1989 in de film The First Season. In 1994 speelde hij Tommy in The Shawshank Redemption. Andere bekende rollen van hem zijn CIA-agent Matt Callan in de televisieserie The Agency en Billy Thomas in Ally McBeal.
Bellows is sinds 1994 getrouwd met actrice Rya Kihlstedt en ze hebben samen twee kinderen. Hij speelde samen met zijn vrouw in 1999 in Say You'll Be Mine.

## Filmografie
- Biblioteca Nacional de España: XX1363452
- Bibliothèque nationale de France: cb140714711 (data)
- Gemeinsame Normdatei: 140561056
- International Standard Name Identifier: 0000 0001 0930 4818
- Library of Congress Control Number: no98131252
- Nationale Bibliotheek van Tsjechië: xx0050281
- Nationale Bibliotheek van Israël: 987007320463205171
- Nationale Bibliotheek van Polen: a0000001828445
- Système universitaire de documentation: 077186540
- Virtual International Authority File: 107244179
- WorldCat: E39PBJwMwJxqcfQ7KPVdHbFYfq